# Richard Duckett
Richard Louis Duckett (30. ledna 1884 – 19. července 1972) byl kanadský hráč lakrosu a člen týmu, který v roce 1908 na olympijských hrách v Londýně vybojoval zlaté medaile.